# Schloss Ronneburg
Das Schloss Ronneburg ist ein heute als Museum genutztes Schloss der Stadt Ronneburg im thüringischen Landkreis Greiz.

## Geschichte

### Verwaltungsgeschichte
Bereits vor 900 existierte im heutigen Stadtgebiet von Ronneburg eine spätsorbische Niederlassung. Diese wurde nach 900 durch einen mit Pfahlwerk begrenzten Militärposten auf dem Burgberg ergänzt. Erst später wurde die Anlage am Standort des „Hinteren Schlosses“ um das „Vordere Schloss“ erweitert. Mit der Einwanderung deutscher Siedler ab dem 11. Jahrhundert wurden die Vögte von Weida als Ministeriale des deutschen Kaisers eingesetzt, welche u. a. das Gebiet um den 1209 erstmals erwähnten Ort Ronneburg (1304 Stadtrecht) als „Herren von Ronneburg“ verwalteten. Die Burganlage wurde durch die Vögte von Weida bereits vor 1200 ausgebaut, wodurch der Burgvorort und die Siedelhöfe entstanden. Die Vorstädte trugen die Namen „Der Sande“, „Unterm Schloß“, „Das Buntemantel“ und „Am Baderberge“. Die Reste der Stadtmauer sind heute noch am Kirchplatz, in der Rödergasse und Bergkellergasse zu sehen. Als Stadttore existierten das „Obere“ oder „Steinerne Tor“ (Richtung Großenstein), das „Untere“ oder „Ratzener Tor“ (Richtung Raitzhain) und das Schlosstor.
Im Jahr 1244 wechselte Ronneburg von den Vögten von Weida in den Besitz der Vögte von Plauen. Zum Schutz gegen die Wettiner schlossen die Vögte von Weida, Gera und Plauen mit den Herren von Elsterberg aus dem Geschlecht der Lobdeburger im Jahr 1327 das „Ronneburger Schutz- und Trutzbündnis“ („Ronneburger Vertrag“). Infolge des Vogtländischen Kriegs (1354–1357) verloren die Vögte von Plauen das Schloss Ronneburg als Besitz. Seitdem war Ronneburg wettinisches Lehen. Gegen Ende des 15. Jahrhunderts war das hintere Schloss Ronneburg im Besitz der Familie von Ende, ihnen folgten im Jahr 1517 die Herren von Wildenfels. Das vordere Schloss war als freies Burglehn 400 Jahre an die Herren von Liebschwitz verpachtet.
Nach der Wittenberger Kapitulation kam das Schloss Ronneburg im Jahr 1548 in den Besitz des ernestinischen Herzogtums Sachsen. Seitdem diente das Schloss Ronneburg als Verwaltungssitz des wettinischen Amts Ronneburg, welches ab dem 16. Jahrhundert aufgrund mehrerer Teilungen im Lauf seines Bestehens unter der Hoheit folgender Ernestinischer Herzogtümer stand: Herzogtum Sachsen (1554 bis 1572), Herzogtum Sachsen-Weimar (1572 bis 1603), Herzogtum Sachsen-Altenburg (1603 bis 1672), Herzogtum Sachsen-Gotha-Altenburg (1672 bis 1680), Herzogtum Sachsen-Eisenberg (1680 bis 1707), wiederum Herzogtum Sachsen-Gotha-Altenburg (1707 bis 1826). Bei der Neuordnung der Ernestinischen Herzogtümer im Jahr 1826 kamen Schloss, Amt und Stadt Ronneburg wiederum zum Herzogtum Sachsen-Altenburg. Nach der Verwaltungsreform im Herzogtum gehörten sie bezüglich der Verwaltung zum Ostkreis (bis 1900) bzw. zum Landratsamt Ronneburg (ab 1900).
Nach dem Zweiten Weltkrieg waren im neuen Schloss zeitweise ein Pionierhaus, Schulräume der Schloss-Schule, ein Schulhort und der kreative Zirkel untergebracht. In späterer Zeit befanden sich die Stadtbibliothek, das Stadt- und Schulmuseum, die Vereinsräume des Heimatvereins und der Jugendclub in dem Gebäude. Der Schlosshof und der Schlossgarten wurden im Zuge der Bundesgartenschau 2007 umgestaltet.

### Baugeschichte

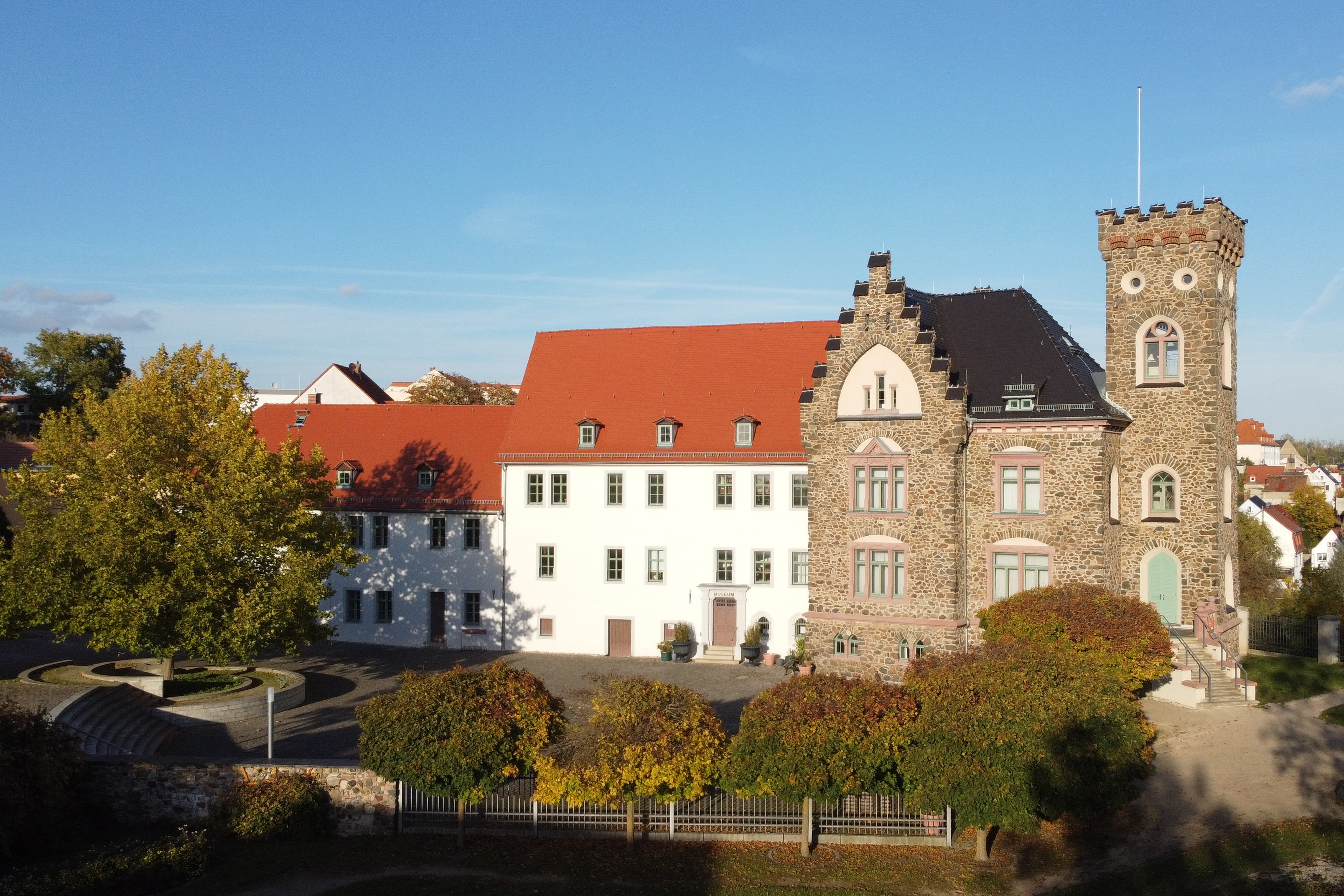
Schloss Ronneburg mit Museum (links), 2022

Das Schloss Ronneburg umfasst eine annähernd dreiseitige Fläche und befindet sich auf einem steil nach Westen hin abfallenden Felsen. In dem Gebäude sind zahlreiche Epochen vertreten, von der Romanik bis hin zum Historismus. Das heutige Schloss lässt sich in einen vorderen und einen hinteren Teil gliedern. Das ältere, hintere Schloss bestand aus dem Rittersaal, dem Bergfried und mehreren Wirtschaftsgebäuden. Im Rittersaal des hinteren Schlosses wurde im Jahr 1327 das „Ronneburger Schutz- und Trutzbündnis“ abgeschlossen. Heute besteht der hintere Teil aus dem Rittersaal, einem an die Geschichte angelehnten Neubau und einigen alten Kellergewölben. Der Saal stellt das letzte Überbleibsel der alten Burg dar und wird heute für städtische Veranstaltungen und standesamtliche Trauungen genutzt. Der vordere historistische Bau mit Turmgebäude wurde Ende des 19. Jahrhunderts als Wohnung für die Amtsleute erbaut. Der Haupteingang des Schlosskomplexes befindet sich an der Ostseite in Richtung Stadt. Früher befand sich davor ein Graben, der das Schloss von der Stadt trennte.

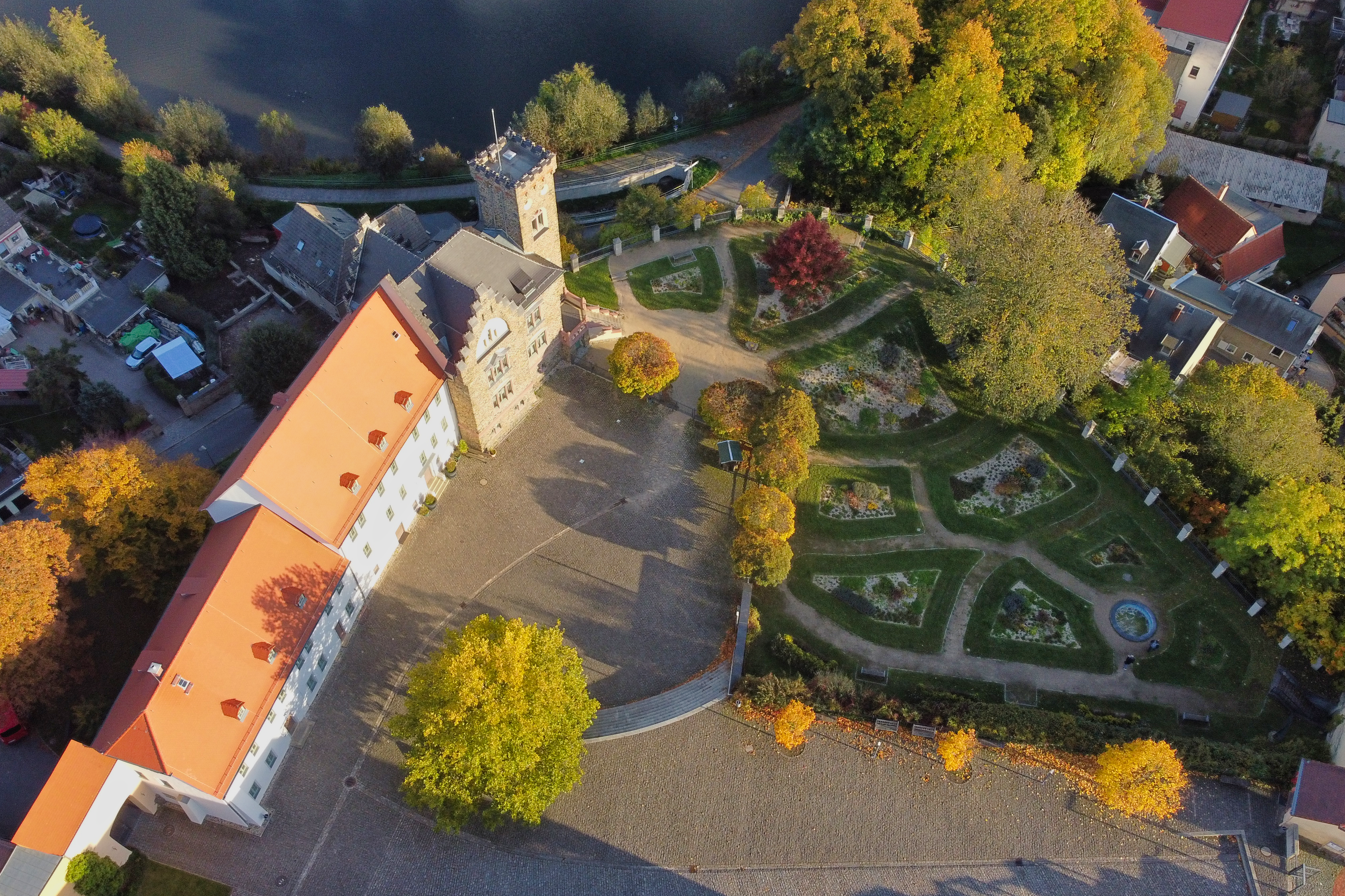
Draufsicht auf das Schlossgelände, 2022

Aus- und Umbauten fanden an der Burg im 15. und Jahrhundert statt. Unter Anarg zu Wildenfels wurde um 1520 ein Bau an der Südwestecke der Anlage errichtet. Nach dem Dreißigjährigen Krieg wurde im Jahr 1651 unter Herzog Friedrich Wilhelm II. von Sachsen-Altenburg das Herrenhaus und die Schlossmauer erneuert. Weiterhin erhielt der Bergfried zwischen 1651 und 1666 eine Erneuerung. Das Obergeschoss des Schlosses wurde im Jahr 1662 in Fachwerk errichtet. Im 18. Jahrhundert verfiel das hintere Schloss so weit, dass der runde Bergfried im Jahr 1772 abgerissen werden musste. Erhalten blieben vom hinteren Schloss somit nur noch das Herrenhaus und der Rittersaal. Im Bereich des vorderen Schlosses wurden im 17. Jahrhundert das Amtshaus und ein Wohngebäude für die Amtsperson im oberen Teil der Anlage errichtet. Es diente später als Amtsgericht und Rentamt.
Auf den Außenmauern dieses Amtsgerichtsgebäudes wurde im Jahr 1889 ein neues Amtsgerichtsgebäude errichtet. Es ist das prächtigste Gebäude des Areals mit reicher Stuckfassade. Ebenfalls zu dieser Zeit entstanden im Jahr 1896 durch Umbau des vorderen Schlosses das neue Schloss und der bis heute das Stadtbild prägende Schlossturm als Wohnung für den Amtsrichter. Der älteste Teil des vorderen Areals ist der romanische Torbogen, der noch heute als einziger Zugang zum Schloss dient. Neben dem Amtsgerichtsgebäude befindet sich die St.-Georgs-Kapelle. Die ehemalige Burgkirche (genutzt bis zur Reformation 1529), ein mit Kreuzgewölben versehener Raum, ist die älteste der drei Kapellen von Ronneburg.

## Galerie

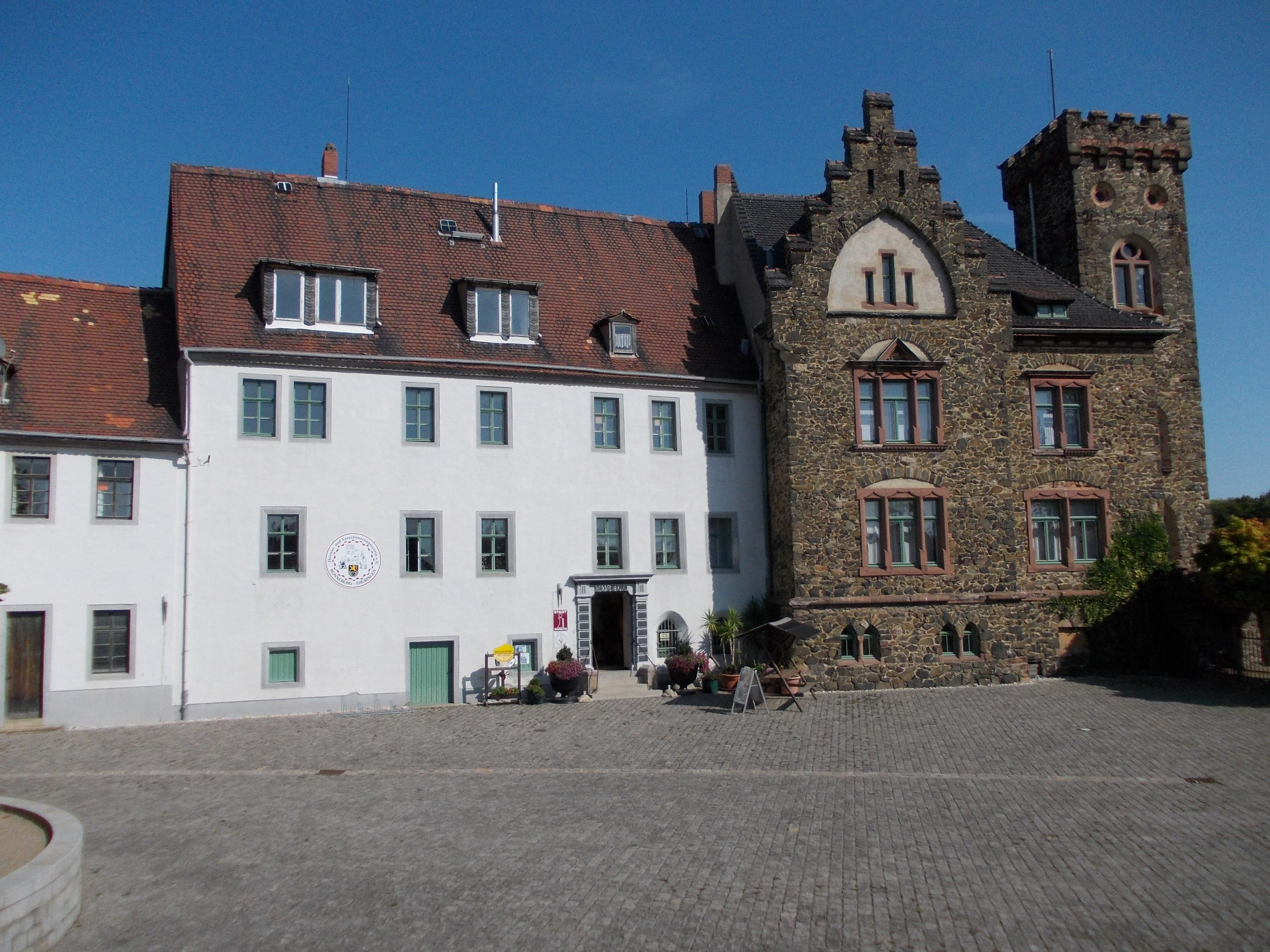
Schlossmuseum Ronneburg
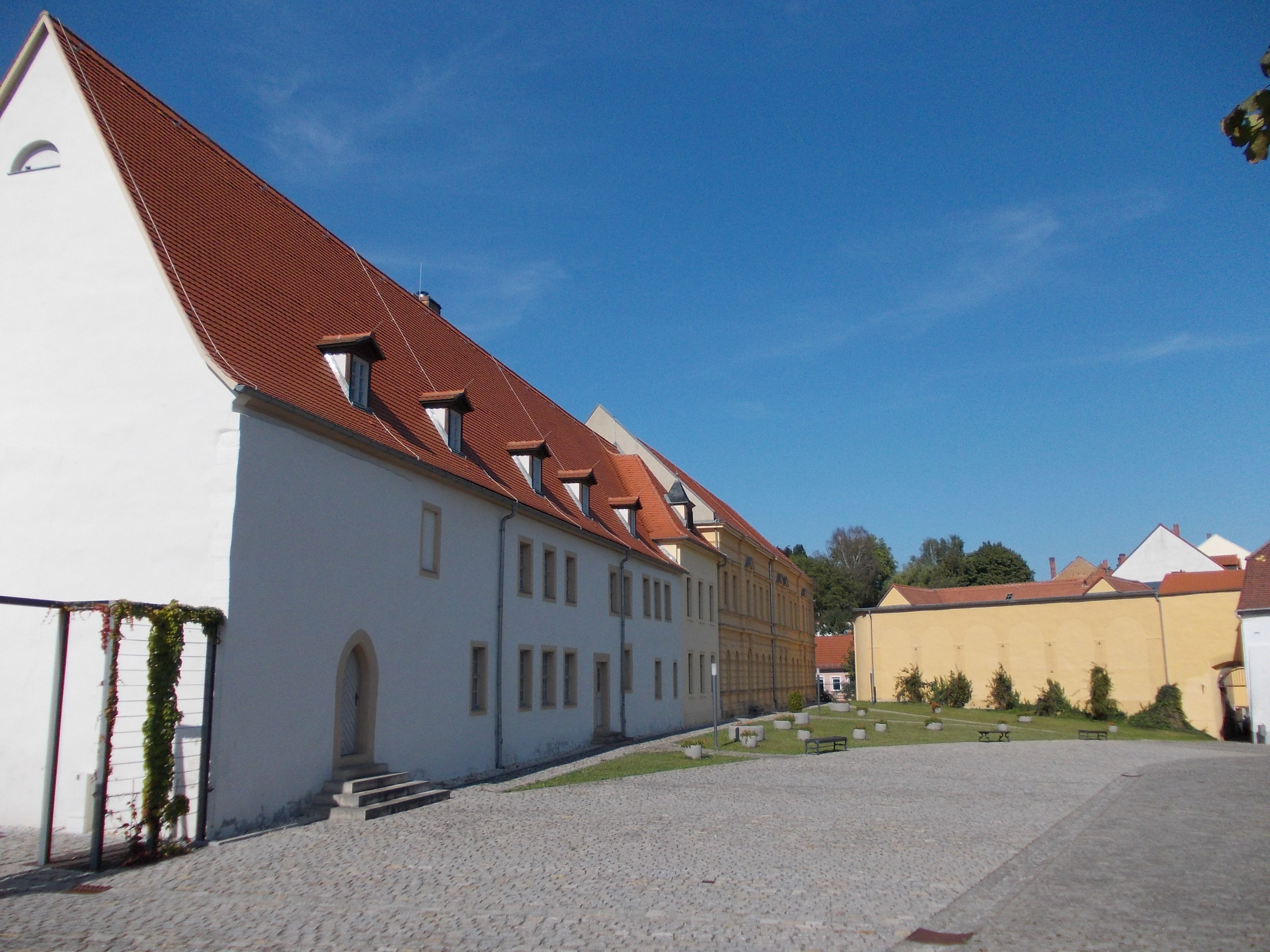
Schlosshof Ronneburg
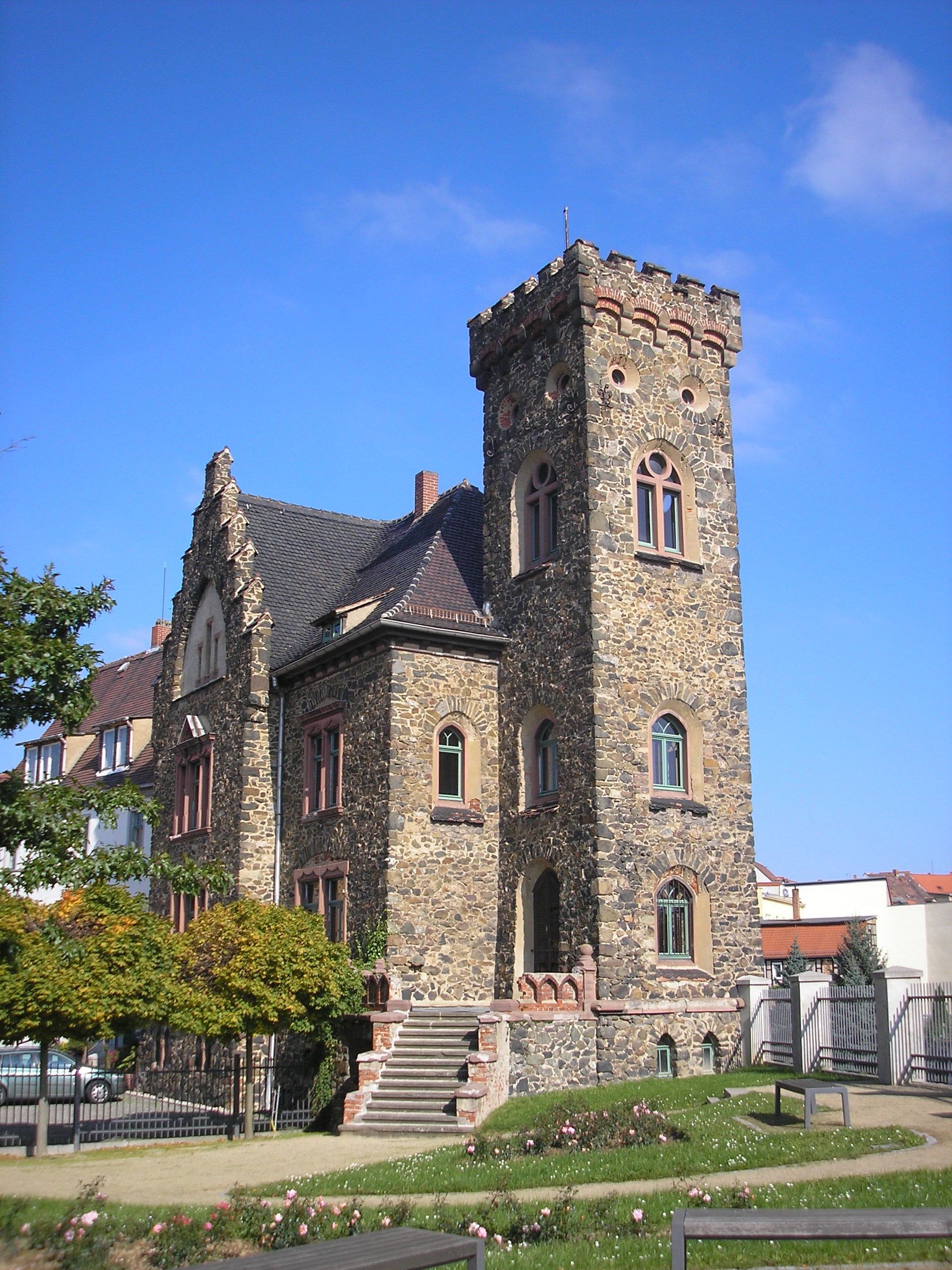
Schloss Ronneburg